# Lejuan Simmons
Lejuan Simmons, né le 7 avril 1993 à Hamilton, est un footballeur international bermudien jouant au poste de milieu droit.

## Biographie

### En sélection
En juin 2019, il est retenu par le sélectionneur Kyle Lightbourne afin de participer à la Gold Cup organisée aux États-Unis, en Jamaïque et au Costa Rica.